# Francisco Cabral
Francisco Cabral (ur. 8 stycznia 1997 w Porto) – portugalski tenisista, reprezentant kraju w Pucharze Davisa, olimpijczyk z Paryża (2024).

## Kariera tenisowa
Zawodowy tenisista od 2015 roku.
W rozgrywkach cyklu ATP Tour Portugalczyk wygrał dwa turnieje w grze podwójnej z pięciu osiągniętych finałów.
Od marca 2022 roku reprezentant Portugalii w Pucharze Davisa.
Olimpijczyk z Paryża (2024). W singlu odpadł w pierwszej rundzie, natomiast w deblu awansował do drugiej rundy, wspólnie z Nunem Borgesem.
Najwyżej sklasyfikowany w rankingu gry pojedynczej był na 862. miejscu (5 marca 2018), a w klasyfikacji gry podwójnej na 45. pozycji (12 września 2022).

### Finały w turniejach ATP Tour
| Legenda                                      |
| -------------------------------------------- |
| Wielki Szlem                                 |
| Igrzyska olimpijskie                         |
| Tennis Masters Cup / ATP Finals              |
| ATP Masters Series / ATP Tour Masters 1000   |
| ATP International Series Gold / ATP Tour 500 |
| ATP International Series / ATP Tour 250      |

#### Gra podwójna (2–3)
| Końcowy wynik | Nr | Data             | Turniej    | Nawierzchnia | Partner              | Przeciwnicy                          | Wynik finału   |
| ------------- | -- | ---------------- | ---------- | ------------ | -------------------- | ------------------------------------ | -------------- |
| Zwycięzca     | 1. | 1 maja 2022      | Estoril    | Ceglana      | Nuno Borges          | Máximo González André Göransson      | 6:2, 6:3       |
| Zwycięzca     | 2. | 24 lipca 2022    | Gstaad     | Ceglana      | Tomislav Brkić       | Robin Haase Philipp Oswald           | 6:4, 6:4       |
| Finalista     | 1. | 23 kwietnia 2023 | Banja Luka | Ceglana      | Ołeksandr Nedowiesow | Jamie Murray Michael Venus           | 5:7, 2:6       |
| Finalista     | 2. | 23 lipca 2023    | Båstad     | Ceglana      | Rafael Matos         | Gonzalo Escobar Ołeksandr Nedowiesow | 2:6, 2:6       |
| Finalista     | 3. | 26 września 2023 | Chengdu    | Twarda       | Rafael Matos         | Sadio Doumbia Fabien Reboul          | 6:4, 5:7, 7–10 |